# بورجا دوكال
بورجا دوكال (بالإسبانية: Borja Docal)‏ (ولد في 3 أكتوبر 1993) هو لاعب كرة قدم إسباني يلعب كلاعب وسط.

## روابط خارجية
- بورجا دوكال على موقع قاعدة بيانات كرة القدم.إي يو (الإنجليزية)
- بورجا دوكال على موقع Soccerway.com (الإنجليزية)
- بورجا دوكال على موقع AS.com (الإسبانية)